# Embrace the World Cycling
Das Team Embrace The World Cycling ist eine deutsche Renngemeinschaft mit Sitz in Freiburg im Breisgau.
Das Team ist ein Zusammenschluss aus ambitionierten Amateursportlern aus ganz Deutschland. Gemeinsam bestreitet die 2015 gegründete Renngemeinschaft nationale und internationale Radrennen. Das Team kann hierbei auf die Leistungen junger Fahrer setzen, die in ihrer Laufbahn bereits Erfahrungen in höherklassigen, teilweise der Profiliga angehörigen Teams sammeln konnten.
Zu den Besonderheiten des Teams gehört das Engagement für den afrikanischen Radsport. So reisen Fahrer und Betreuer mehrmals im Jahr zu Landesrundfahrten der UCI Africa Tour, um den exklusiven Sport für jeden zugänglich zu machen.